# Судинин, Виктор Александрович
Виктор Александрович Судинин (1906, Нижний Новгород — 1975) — советский учёный в области авиастроения, доктор технических наук, профессор МАИ.

## Биография
Родился в 1906 году в Нижнем Новгороде.
В 1926 году поступил в Горьковский университет на механический факультет, который был затем преобразован в механико-машиностроительный институт. С 1931 года учился в аспирантуре Ленинградского института инженеров ГВФ. В 1931—1935 годы работал в качестве совместителя начальником лаборатории Всесоюзного алюминиево-магниевого института.
С 1936 года работал в ЦАГИ. В 1942 г. защитил кандидатскую диссертацию (технические науки), в 1946 г. утверждён в звании старшего научного сотрудника.
С 1952 года по совместительству преподавал и вёл научную деятельность в МАИ на кафедре 106 (Динамика полета и управление движением летательных аппаратов), в 1953 г. присвоено звание доцента.
В 1960 г. защитил докторскую диссертацию. С 1961 г. штатный профессор кафедры 106. Читал курсы «Прочность вертолёта», «Прочность самолёта» и «Строительная механика». Область научных интересов — аэроупругость и динамика самолётов. Подготовил 9 кандидатов наук.
Сочинения:
- Собственные колебания самолета [Текст]. — [Москва] : Изд-во Бюро новой техники, 1941. — 64 с. : граф., диагр.; 29 см. — (Труды ЦАГИ / Центр. аэро-гидродинам. ин-т им. проф. Н. Е. Жуковского; № 538).
- Вибрации крыла с учетом массы моторов и упругости подкоса [Текст]. — Москва : Изд. и тип. Центр. аэро-гидродинамич. ин-та им. проф. Н. Е. Жуковского, 1938. — 120 с., 1 вкл. л. граф. : черт.; 26 см. — (Труды Центрального аэро-гидродинамического института им. профессора Н. Е. Жуковского; Вып. 369).
- Расчет на прочность лопасти несущего винта вертолетов. Труды. ЦАГИ, 1957, 19 с.

Умер в 1975 году. Похоронен на Введенском кладбище.

## Семья
Дочь — Судинина Наталья Викторовна, кандидат технических наук.